# Dima (kommun)
Dima är en kommun i Spanien. Den ligger i Biscayaprovinsen i den autonoma regionen Baskien i norra delen av landet, 300 km norr om huvudstaden Madrid. Antalet invånare är 1 505 (2024). Arean är 62,41 kvadratkilometer. Dima gränsar till Igorre, Lemoa, Amorebieta, Durango, Mañaria, Abadiño, Otxandio, Ubide, Zeanuri, Arantzazu och Artea. 